# Gessen (Maler)

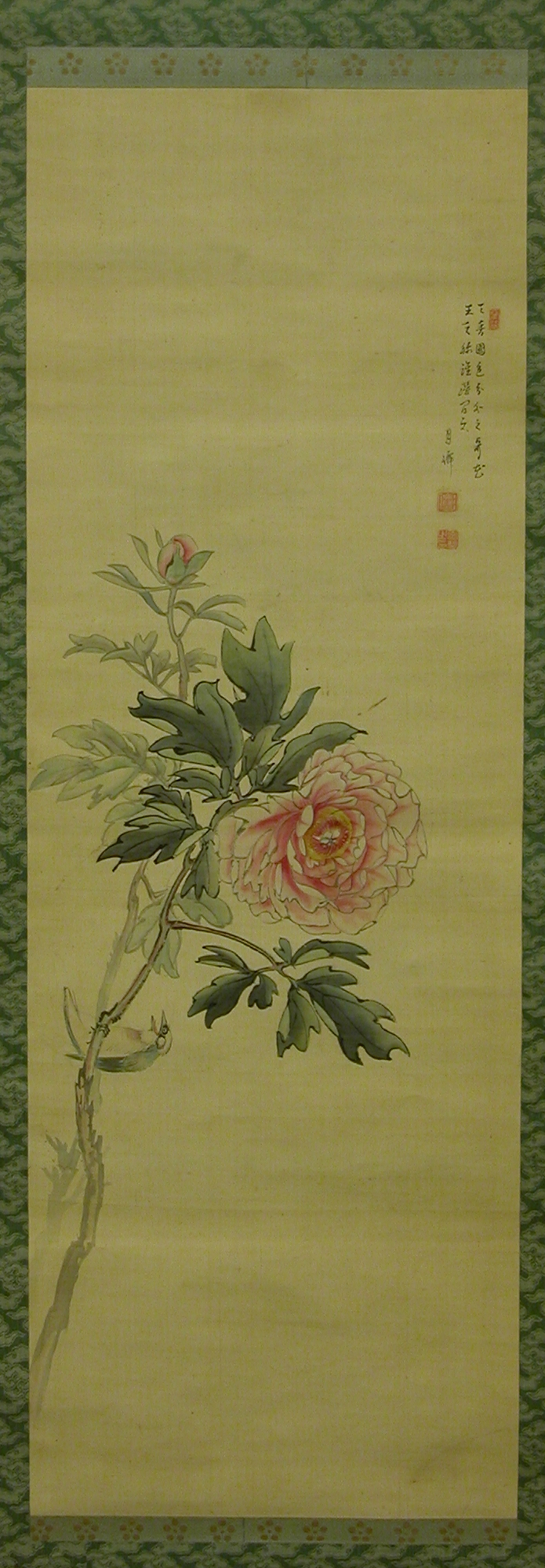
Gessen: Blumen

Gessen (japanisch 月僊, Rufname Tanke Genzui (丹家 玄瑞); geb. 16. Februar 1741 in Nagoya; gest. 25. Februar 1809) war ein japanischer Maler der mittleren Edo-Zeit.

## Leben und Werk
Gessen wurde in Nagoya als Sohn einer Familie geboren, die sich mit der Brauerei von Sake beschäftigte. Er wurde Priester der Jōdo-shū-Richtung des Buddhismus. Später ging er nach Edo und wurde Priester im Tempel Zōjō-ji. Dort studierte er unter Sakurai Sekkan (桜井 雪館; 1705–1790) den Stil Malerei des Mönchmalers Sesshū. Danach wechselte er nach Kyōto, lebte im Chion-in und wurde ein Schüler von Maruyama Ōkyo. Unter dem Einfluss von Yosa Buson entwickelte er schließlich seinen eigenen Stil. 1774 übernahm Gessen als Oberpriester den Tempel Jakushō-ji in Yamada (Provinz Ise). Mit Hilfe seiner sehr guten Einkünfte aus der Malerei war es ihm möglich, den Wohlstand des Tempels wiederherzustellen. 
Gessen war hervorragend in Landschaftsmalerei und Darstellung von Figuren. Aber da seine menschlichen Figuren oft so viel Armut und Verzweiflung zeigten, wurde er „Bettler Gessen“ genannt. Unter seinen Werken sind besonders bekannt die Bilder auf Schiebetüren (襖絵, Fusuma-e) im Myōhō-in in Kyōto. Er hinterließ auch gedruckte Werke, unter anderem 3 Bände mit Titel Ressen zusan (列仙図賛, 1784).